# 若昂皮涅鲁
若昂皮涅鲁（葡萄牙語：João Pinheiro）是巴西米纳斯吉拉斯州的一个市镇。总面积10716.96平方公里，总人口45260人，人口密度4.2人/平方公里。